# Боровец, Тарас Дмитриевич
Тара́с Дми́триевич Борове́ц (псевдонимы Тарас Бульба, Чуб, Гонта, более известен как Тарас Бульба-Боровец; 9 марта 1908 года, с. Быстричи, Волынская губерния, Российская империя — 15 мая 1981 года, Нью-Йорк, США) — украинский националист, руководитель Полесской Сечи (бульбовцев) — вооружённой организации украинских националистов, существовавшей на территории Волыни и Полесья с августа 1941 до 1944 года.

## Биография

### Довоенный период
Родился в селе Быстричи Ровенского уезда Волынской губернии. Отец — Дмитрий Юлианович Боровец. Семья была многодетной, имела девять детей, и малоземельной.
В детстве старшие братья прозвали его «Бульбой» за нос, похожий на картофелину. Сам Боровец позже, вспоминая об этих днях, писал, что это прозвище его сильно обижало, пока он не прочитал гоголевского «Тараса Бульбу», после чего стал своим прозвищем гордиться.
В 1932 году, по собственному заявлению, познакомился с бывшим полковником армии УНР И. Литвиненко, который поручил ему сбор разведывательной информации на территории Советской Украины. В 1933 году польская полиция сообщила о том, что в с. Быстричи действовал кружок ОУН в количестве 5 человек, во главе которого стоит Тарас Боровец, который вывесил флаг с надписью УВО.
Летом 1934 года разведывательная работа Боровца прекратилась в связи с его арестом польской полицией за связи с ОУН.
Он был осуждён на 3 года, но уже весной 1935 года был выпущен за «образцовое поведение». С осени 1935 до зимы 1937 он занимался организацией каменного карьера в с. Корпиловка. С зимы 1937 года, в связи с запретом проживать в приграничных территориях, перебрался в Варшаву, где пребывал до её захвата немецкими войсками в сентябре 1939 года.

### 1939—1941 годы
После захвата немцами Варшавы в сентябре 1939 года некоторое время работал в Украинском Допомоговом Комитете (УДК), но вскоре из-за конфликта с его руководством перебрался в Краков.
Дальнейшие события, известные историкам, носят весьма противоречивый характер. Одни источники утверждают, что Боровец «отошёл от дел» и открыл своё маленькое «дело»; ровенский историк О. Слободянюк указывает на то, что Боровец в это время проходил подготовку в разведывательной школе абвера. Сам же Боровец утверждает, что с ноября 1939 года руководством УНР специально для него был разработан план по «организации восстания на Украине» (само руководство УНР упрекает будущего атамана в неверности таких заявлений).
Не менее загадочными остаются обстоятельства и время появления Боровца на территории Советской Украины — сам он указывает на то, что ещё 1 августа 1940 года перешёл советско-немецкую границу по приказу Андрея Ливицкого — главы УНР в изгнании. Однако в 1940 году советско-германская граница охранялась очень тщательно и перейти её было не просто. Боровец утверждал, что пробивался через границу с боем, но его проводник пал в бою с пограничниками, так что подтвердить его историю было некому. В то же время, по информации членов ОУН(м), контролировавших указанный Боровцом участок границы, никто на советскую сторону в 1940 году не переходил, а попытка совершить переход в 1941 году закончилась для переходивших посланцев ОУН(м) весьма плачевно.
«Акт о провозглашении Украинского государства», провозглашённый ОУН(б) 30 июня 1941 года, им (как и отличными от ОУН(б) силами) не приветствовался. К началу 1941 года под командованием Боровца находилось некоторое количество бойцов.
Новообразованное формирование было названо Боровцем «Полесской сечью» — Украинской Повстанческой Армией.
Изданный им приказ за № 2 гласил:

Согласно приказу немецкого командования в Сарнах … я принимаю командование украинскими повстанческими отрядами и организую самооборону от большевистских регулярных и партизанских частей.

Начальником штаба «Полесской Сечи» — УПА был полковник УНР П. Смородский, а своим заместителем Боровец назначил Диткевича. К осени численность его отрядов возросла до 2—3 тысяч человек. Организацией издавалось официальное издание — газета «Гайдамака».
Числился в должности зондерфюрера.

### Разрыв с немцами
С расширением сферы деятельности немецкой администрации «вольница» «Полесской сечи» — УПА подошла к концу. Предложения о том, что «Полесская сечь» сможет самостоятельно охранять Полесье и очистит леса на Черниговщине от большевистских партизан, высказанные Боровцом на переговорах с немецкими властями 9 ноября 1941 года, не были приняты.
16 ноября 1941 года произошла формальная демобилизация «Полесской сечи» после отказа Боровца от участия в антиеврейских акциях в районе Олевска. 12 ноября 1941 года гауптштурмфюрер СС Гичке прибыл из Житомира и передал Бульбе-Боровцу приказ областной комендатуры СД немедленно «ликвидировать всех евреев в Олевске и других районах». Ответом Боровца был отказ на том основании, что «„Полесская Сечь“ является украинским формированием и не находится под юрисдикцией немецких властей». Чтобы избежать осложнений, Боровец принял решение расформировать свои военные отряды и вместе с 300 бойцами ушёл в лес.
Получив звание генерала-хорунжего, Боровец, чтобы поднять значимость своего войска, в декабре 1941 убирает первую часть названия — «Полесская сечь» и нарекает свой отряд «Украинская повстанческая армия». Несмотря на эти изменения, его бойцов продолжают называть «бульбовцами».
В качестве «законного правительства Украины» Боровец признавал Правительство Украинской Народной Республики в изгнании во главе с А. Ливицким (и, соответственно, не признавал созданный мельниковский Украинский Национальный Совет).

### 1942 год
В феврале 1942 года Боровец пробует ещё раз безуспешно получить разрешение от немецкой администрации на воссоздание «Полесской сечи». Не найдя поддержки, он приостанавливает деятельность УПА и едет в генерал-губернаторство. До начала весны его формирования не ведут никакой активной деятельности. Такое положение дел сохранялось до марта 1942 года, когда на территорию, где базировались отряды Боровца начали надавливать нацисты: реквизиция продовольствия и высылка населения на работы в Германию. Группировка начала наполняться недовольными.
К этому времени была закончена реорганизация отрядов Боровца, а их общая численность за счёт добровольцев и, частично благодаря поражению немецких войск на восточном фронте, выросла до 700 человек. Был также сформирован новый штаб, который возглавил, вместо ушедшего Пётра Смородского, Леонид Щербатюк («Зубатый»).
В апреле 1942 года Боровец отдал своим отрядам приказ перейти к боевым действия против немецких оккупационных сил. Отдавая такой приказ, Боровец желал показать нацистам силу своих формирований, что в дальнейшем могло бы быть использовано при проведении новых переговоров, а также стремясь защитить местное население от оккупантов, тем самым завоевав их (населения) поддержку и преданность.
В основном «Полесская сечь» проводила военные операции в окрестностях города Олевск в Восточном Полесье и в Людвипольском районе Ровенской области. Её отряды действовали в окрестностях Ровно, Костополь, Сарны и в лесных массивах вдоль реки Случь. Однако широкомасштабной антинемецкой деятельности они не вели. Нападения на немецкие объекты осуществлялись в основном с целью обеспечить себя продовольствием и обмундированием. Самой серьёзной операцией против немцев был налет на железнодорожную станцию Шепетовка в августе 1942. Подобные действия не наносили противнику значительного урона и давали надежду на достижение компромисса с ним в будущем. Любопытно, что в одном из писем Боровца немецкой администрации в конце 1942 года он подчеркнул, что по сей день «не пролил ни капли немецкой крови» и не позволит этому случиться, так как сам сражался вместе с немцами. Всего в течение 1942 года отряды УПА атамана Тараса Бульбы совершили определённое количество нападений на немецкие хозяйственные объекты, зафиксировано три нападения на районные центры Людвиполь, Межречье, Тучин. Потери врага минимальные — несколько человек.
15 августа Боровец пишет письмо Э. Коху с целью объяснения позиций его формирования и условий, необходимых для избежания конфликтов между нацистами и его отрядами.
Советские спецслужбы с самого начала деятельности Бульбы-Боровца наблюдали за деятельностью Полесской Сечи. В сентябре 1942 года с Боровцом встречаются представители советских партизан из отряда Д. Н. Медведева. Стороны договорились о нейтралитете, обменялись паролями. Это позволило красным партизанам развернуть активную деятельность своих групп и формирований, активизировать террористическую и диверсионную деятельность в тылу. Позже Т. Бульба—Боровец направил полковнику Лукину письмо следующего содержания: «Как граждане Украинской Народной Республики украинские партизаны не нуждаются в какой—либо амнистии от правительства СССР. УПА представляет собой суверенные Вооруженные силы УНР и такими остаются. Ни в какую чужую армию УПА не вольется. …Украинские вооруженные силы готовы заключить с СССР мир и военный союз против Германии только тогда, когда СССР признает суверенность УНР. До момента окончания политических переговоров УПА согласна заключить перемирие с Вооруженными силами СССР и придерживаться нейтралитета. Общее восстание на всей Украине против немцев УПА поднимет тогда, когда будет открыт второй фронт на Западе…».
С советскими партизанами нейтралитет продолжался до конца зимы 1943 года, а против немцев бульбовцы ещё осуществили несколько акций. Советский документ сообщает: «В середине октября нам стало точно известно, что один из отрядов» Т. Бульбы «совершил вооруженное нападение на с. Межиричи (райцентр), где им были убиты: немецкий комендант района, ляндвирт и председатель управы».
Ночью со 2-го на 3 декабря бульбовцы, одетые в униформу советских партизан атаковали городок Тучин и вывезли оттуда часть имущества и типографию.
23 ноября 1942 года с Боровцом ведут переговоры начальник полиции безопасности и СД Пютц и шеф политического отдела СД Йоргенс. Ему было предложено начать совместные действия против советских и польских партизан. Чёткого ответа «атаман» не дал. Документ переговоров Пютца с Боровцом направлялся окружным комиссарам Ровно, Костополь, Сарны и отдельным отрядам охранной полиции и СД Костополь, Людвиполь, Березного, Сарны и Рокитное, именно в те регионы, где действовал Тарас Боровец со своими отрядами. В нём напоминалось, о директивах доктора Пютца от 16.11.1942 по № 641 42 об ограничении арестов среди оуновцев и сторонников украинского националистического движения остаются в силе, но это нужно использовать для установления причастных к украинскому освободительному движению лиц и дальнейшей их активной разработки.

Этот источник свидетельствует, что немцы пытались вывести атамана и его людей из подполья, выявить его связи с советскими партизанами, превратить отряды бульбовцев на антипартизанскую силу в регионе. Постепенно переговоры зашли в тупик, а немецкие представители сделали следующий вывод: «Путем пропаганды среди населения нужно доказывать, что Боровец, как слепое орудие в руках анонимных подстрекателей, идет по ложному пути».

### 1943 год
20 февраля произошёл разрыв перемирия между бульбовцами и партизанами. В тот день советские партизаны расстреляли 6 человек из отряда Бульбы, у которых был неправильный пароль для прохода. Как потом оказалось, заподозрив о переговорах с немцами, полковник Лукин самостоятельно сменил пароли, не уведомив об этом Бульбу.
В начале марта 1943 года с Боровцом связываются представители ОУН(б), решившей возглавить (фактически переподчинить) вооружённые формирования националистического подполья на Волыни и Полесье. 15 марта 1943 года Боровец пишет письмо начальнику СД, в котором указывает, что от нейтралитета он переходит к помощи немцам в борьбе с большевизмом.
Переговоры об объединении с бандеровцами (фактически — о подчинении им) в марте-апреле 1943 года закончились безуспешно. В то же время, с Боровцом сотрудничали сторонники Андрея Мельника. Поскольку в 1942—1943 немцы в результате репрессий почти полностью уничтожили руководство ОУН(м) на территории Рейхскомиссариата Украина, сторонники Мельника присоединились к отрядам Боровца или бежали в Дистрикт Галиция, где отношение оккупационных властей к ним было более благосклонным.
25 апреля из СД Боровцу приходит письмо, в котором предлагается вернуться на немецкую службу. Боровец не соглашается.
К весне 1943 численность вооруженных отрядов Боровца оценивалась в 5—10 тысяч бойцов. С весны 1943 немцы более активно стали защищать свои склады, и это привело к росту вооружённых столкновений с отрядами Боровца весной—летом 1943.

В июле 1943 год УПА Боровца была переименована в Украинскую народно-революционную армию (по версии Боровца это было связано с тем, чтобы его не ассоциировали с проводившей резню поляков УПА-ОУН(б)). Симптоматично, что это название предлагалось летом 1941 года ОУН(б) для союзной Великой Германии «украинской национальной армии». Совместно с И. Митрингой Боровец создал Украинскую национально-демократическую партию. 18—19 августа 1943 года отряды УПА напали на штаб Боровца на хуторе близ села Хмелевка (Костопольский район), пленив часть его людей. Среди пленников была его жена. Жена Боровца Анна Опоченьская-Боровец, которая позже была казнена бандеровцами, как польский агент.
В связи с началом активной операции немецких войск против партизан всех направлений 5 октября 1943 года Боровец издаёт указ о переходе на новые формы борьбы УНРА — фактически о роспуске своих формирований.
20 ноября 1943 года он вместе с адъютантом Олегом Штулем прибыл в Ровно для переговоров с немецкими оккупационными властями. Далее он был направлен в Варшаву и в Берлин.

### Арест и эмиграция
Переговоры с немецкими властями ни к чему не привели, и Боровец вместе с адъютантом 1 декабря 1943 года был помещён в специальный политический барак концлагеря Заксенхаузен, где уже находилось руководство ОУН(б), а с марта 1944 года там оказалось и руководство ОУН(м).
В своих мемуарах Боровец описывал своё пребывание в концлагере так: «Заксенхаузен, это было отдельное царство эсесов в царстве Гитлера. Там, в лесу, построен целый город с собственными бараками, бункерами, большими строениями, военными фабриками, госпиталями, крематориями и газовыми камерами. Там были большие бараки для специально изолированных групп узников и даже домики для разных высокопоставленных лиц из числа немцев и других наций и Европы. Нас поместили в одном из отдельных бункерных бараков, имевшем официальное название „Целленбау“. Я попал в камеру „77“». Атаман также отмечал, что наибольшим впечатлением для заключенных были постоянные бомбардировки немецких военных заводов авиацией западных союзников.
Освобождён в сентябре 1944 года. В конце 1944 г. катастрофическое ухудшение военного положения нацистской Германии заставило её руководство запоздало разыграть карту коллаборационизма среди народов СССР. В частности, было разрешено создание Украинского национального комитета (УНК, провозглашен 17 марта 1945 г. в Веймаре), объединившего представителей ОУН/м/, правительства УНР в изгнании и гетманцев-монархистов. Председатель комитета генерал Павел Шандрук формировал части Украинской национальной армии (УНА) для участия в войне на стороне гитлеровцев. Боровец активно включился в работу этих структур. Он согласился возглавить создававшуюся в УНА Парашютную бригаду — Группу «Б» (Fallschirmjagd-Brigade — Gruppe «B»), в которой удалось подготовить не более 400 бойцов. В последние месяцы существования гитлеровской Германии Боровец разрабатывал план заброски его людей на территорию Полесья, где они должны были объединиться с отрядами УНРА и вновь развернуть партизанскую борьбу. На самом деле, последние группы «бульбовцев» в Украине были к тому времени уже абсорбированы или уничтожены бандеровской УПА, а «чужие парашютные подразделения» СБ-ОУН имела приказ «обезоруживать и уничтожать».
Бульба-Боровец интенсивно участвовал в общественной и публицистической деятельности УНК. Он резко критиковал генерала Андрея Власова, обвиняя его в «империалистических», «великорусских» наклонностях и призывая немцев не доверять ему:

Когда идёт [речь] про генерала Власова, который должен бы быть представителем антикоммунистического блока, то к его личности у украинцев и всех других подсоветских народов действует удвоенное недоверие: 1) как к российскому империалисту, 2) как к коммунисту. У нас нет никаких данных, которые бы доказывали, что генерал Власов, будучи в России, был врагом коммунизма.
Оригинальный текст (укр.)Коли ходить про генерала Власова, що мав би бути речником антикомуністичного блоку, то до його особи в українців і всіх інших підсовєтських народів існує подвійне недовіря: 1) як до російського імперіяліста, 2) як до комуніста. Ми не маємо жодних даних, які б доказували що генерал Власов, будучи в Росії, був ворогом комунізму.

С 1948 года жил в эмиграции в Канаде. Издавал журнал «Меч і Воля», создал так называемую «Украинскую Национальную Гвардию». Умер в Нью-Йорке. Автор воспоминаний «Армия без государства» («Армія без держави»), полумифичность содержания которых отмечена в работе «Організація українських націоналістів і Українська повстанська армія» Института Истории Академии наук Украины, вышедшей в 2005 году в Киеве. В ряде работ представителей украинской диаспоры УПА Бульбы-Боровца ошибочно представляется как УПА-ОУН(б) — таким образом авторы переносят начало «вооружённой борьбы» ОУН на 1941 год.
Похоронен на кладбище при соборе св. Андрея Первозванного в Саут-Баунд-Бруке рядом с другими известными деятелями украинской диаспоры.

## Память
- В 1996 году в с. Быстричи установили мемориальную доску[3].
- В 2005 году в г. Березно открыт первый памятник Т. Бульбе-Боровцу[3].
- В 2016 году решением Олевской городской рады Т. Бульбе-Боровцу присвоено звание «Почётный гражданин города Олевск»[24].
- 2018 год решением Ровненской областной рады был объявлен годом Тараса Бульбы-Боровца на Ровненщине[25].

## Комментарии
1. ↑  От надежды достигнуть компромисса с немцами Т. Боровец-Бульба не откажется до конца войны[10].